# Ernst Payer

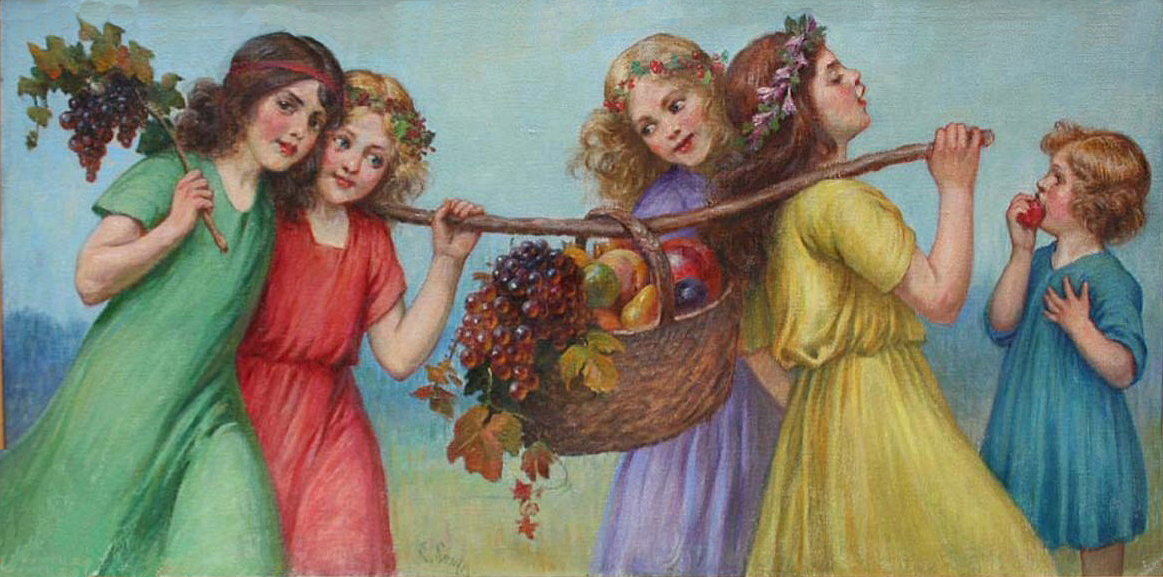
Allegorie der Ernte

Ernst Payer (* 28. November 1862 in Eisenerz; † 23. April 1937 in Wien) war ein österreichischer Genre- und Landschaftsmaler.

## Leben
Payer studierte an der Landschaftlichen Zeichenakademie in Graz bei Hermann von Königsbrunn und ab 1880 an der Akademie der Bildenden Künste Wien bei Josef Mathias Trenkwald. 1884 erhielt er das Karl-Gsellhofer-Stipendium. Ab 1896 war Payer Mitglied des Wiener Künstlerhauses, Von 1900 bis 1905 war er Gründungsmitglied des Hagenbundes, danach wieder des Künstlerhauses. 1917 wurde er zum Professor berufen.
Bis etwa 1904 lieferte Payer Illustrationen für die Zeitschriften Die Zeit und Der liebe Augustin. Einige seiner Werke erschienen in Form von Postkarten. Er unternahm Studienreisen durch Dalmatien, Italien und Ungarn.